# Historique du parcours européen du Feyenoord Rotterdam
Cet article présente les différentes campagnes européennes réalisées par le Feyenoord Rotterdam depuis sa première participation à la Coupe des clubs champions en 1961.
Le club remporte quatre titres internationaux au cours de son histoire : la Coupe des clubs champions en 1970, ainsi que la Coupe intercontinentale la même année, puis la Coupe UEFA par deux fois en 1974 et 2002. Cette dernière année le voit par ailleurs être battu dans la Supercoupe de l'UEFA. Plus récemment, le Feyenoord prend part à la première finale de la Ligue Europa Conférence en 2022, où il s'incline face à l'AS Rome.

## Histoire

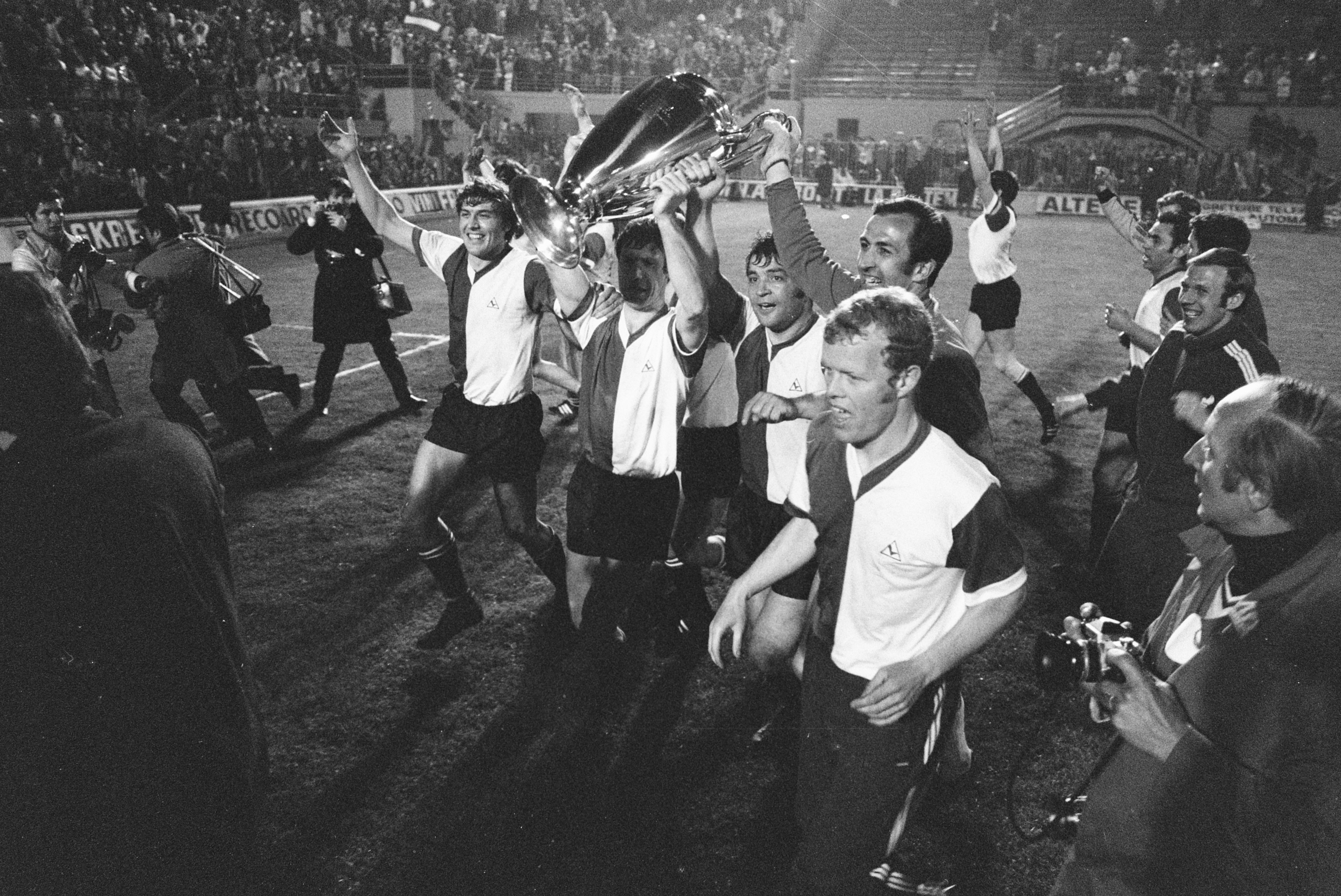
Les joueurs du Feyenoord soulevant le trophée de la Coupe des clubs champions après leur victoire en finale face au Celtic en 1970.

Vainqueur du championnat néerlandais en 1961, le Feyenoord Rotterdam se qualifie dans la foulée pour la Coupe des clubs champions 1961-1962, sa première compétition européenne. Ce premier passage voit le club s'imposer largement contre les Suédois de Göteborg (11-2) avant de s'incliner face à Tottenham Hotspur au deuxième tour. Qualifié à nouveau pour la saison suivante, les Rotterdamois réalisent cette fois un bon parcours qui les voit atteindre le stade des demi-finales, passant successivement le Servette FC, le Vasas SC et le Stade de Reims avant d'être finalement battus par Benfica.
Après un troisième passage décevant en 1965, avec une élimination d'entrée face au Real Madrid, le Feyenoord réalise un nouveau parcours exceptionnel lors de la saison 1969-1970. Emmenés par l'Autrichien Ernst Happel, les Néerlandais éliminent à cette occasion l'AC Milan, tenant du titre, dès les huitièmes de finale avant de passer successivement le Vorwärts Berlin et le Legia Varsovie pour atteindre leur première finale européenne. À l'issue d'une finale serrée face aux Écossais du Celtic, les Néerlandais finissent par l'emporter au terme de la prolongation (2-1) pour devenir le premier club des Pays-Bas à remporter la compétition. Cette victoire permet par ailleurs au club de disputer la Coupe intercontinentale face aux Argentins des Estudiantes de La Plata, qui s'achève sur un succès 3-2 du Feyenoord.
Échouant à défendre leur titre européen lors de l'excercice 1970-1971, durant laquelle ils sont éliminés d'entrée par le champion roumain Arad, les Rotterdamois atteignent la saison suivante le stade des quarts de finale où ils sont battus par Benfica.

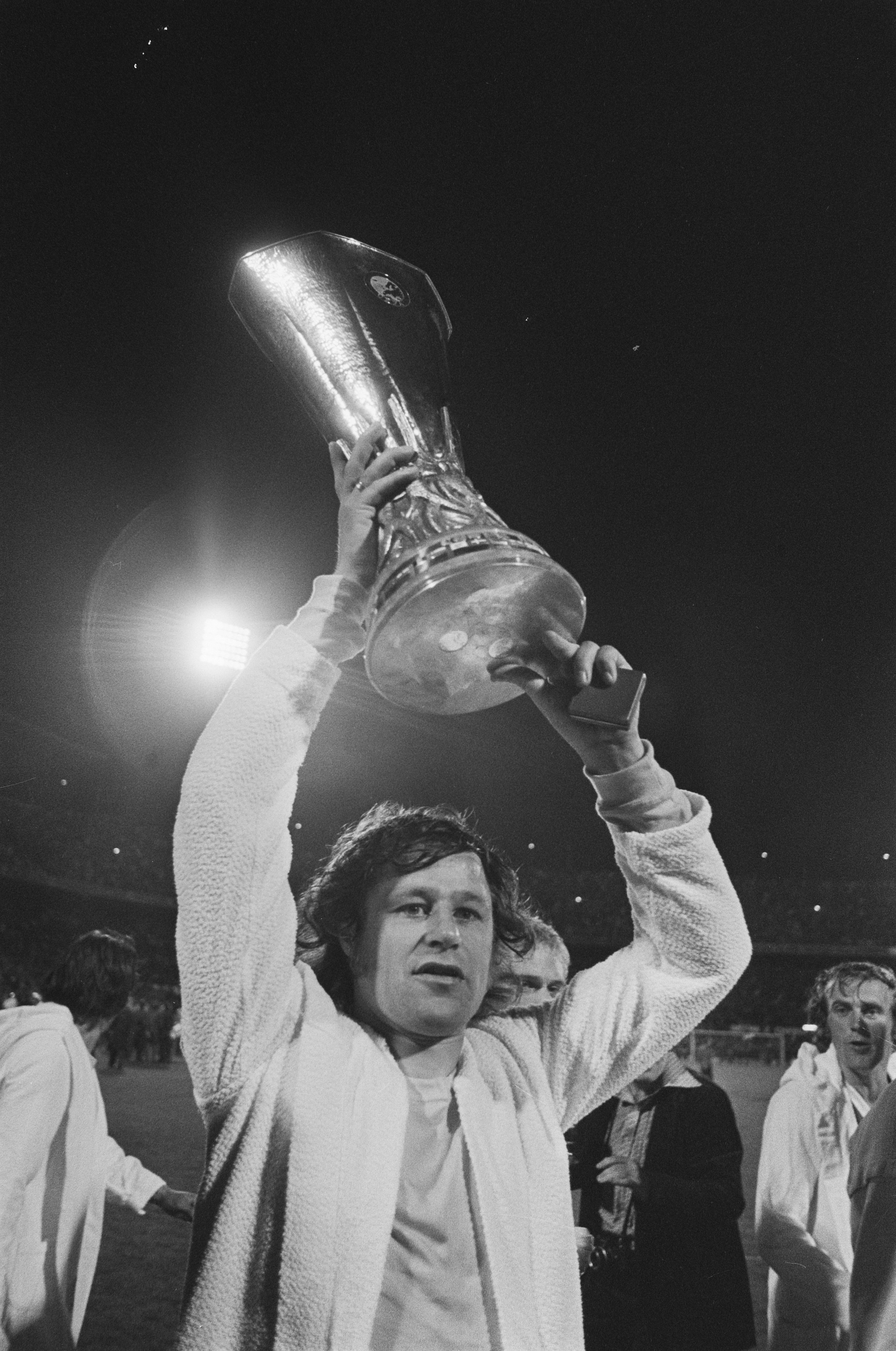
Le défenseur Rinus Israël avec le trophée de la Coupe UEFA en 1974.

En 1972, le Feyenoord prend part à sa première édition de la Coupe UEFA où il atteint les demi-finales avant d'être éliminé par l'OFK Belgrade. Dès la saison suivante, il accède à la finale de la compétition, passant notamment le Standard de Liège, le Ruch Chorzów et le VfB Stuttgart. Opposés aux Anglais de Tottenham Hotspur, les Néerlandais parviennent dans un premier temps à arracher le match nul à Londres dans les dernières minutes du temps réglementaire (2-2) avant de s'imposer à domicile lors du match retour (2-0), décrochant ainsi leur deuxième trophée européen en quatre ans.
Après ce dernier succès, le club demeure un acteur fréquent des compétitions européennes, s'illustrant notamment dans la Coupe des coupes dont il atteint par trois fois les demi-finales en 1981, 1992 et 1996.
Le Feyenoord finit par retrouver le chemin de la victoire en 2002 dans le cadre de la Coupe UEFA. Initialement éliminé lors de la phase de groupes de la Ligue des champions, le club est par la suite repêché en Coupe UEFA et bat notamment son compatriote du PSV Eindhoven puis les Italiens de l'Inter Milan pour atteindre sa première finale européenne depuis 1974. Opposés à cette occasion au club allemand du Borussia Dortmund, la finale disputée dans leur propre enceinte s'achève sur un succès 3-2 pour les Néerlandais qui décrochent leur troisième succès en trois finales européennes. Qualifiés dans la foulée pour la Supercoupe d'Europe, ils y sont cependant battus par le Real Madrid.
Les années qui suivent s'avèrent compliquées pour le club, dont les difficultés sportives rendent plus rares ses apparitions en Ligue des champions notamment, tandis que ses passages en Coupe UEFA (qui devient la Ligue Europa en 2009) s'achèvent souvent de manière prématurée lors des qualifications ou de la phase de groupes. Les Rotterdamois doivent ainsi attendre 2017 pour reprendre part à une phase de poules de Ligue des champions.
Lors de la saison 2021-2022, le Feyenoord se qualifie pour la première édition de la Ligue Europa Conférence. Démarrant au deuxième tour de qualification, les Néerlandais passent très près de l'humiliation face aux Kosovars du KF Drita, qui mènent 2 buts à 1 sur la pelouse du Stadion Feijenoord à une demi-heure de la fin. Les locaux finissent cependant par réagir grâce à un triplé de Guus Til qui assure la qualification dans les dernières minutes de la rencontre (3-2). Se qualifiant par la suite sans difficultés pour la phase de groupes, le Feyenoord domine nettement une poule contenant notamment du Slavia Prague et de l'Union Berlin pour accéder à la phase finale, s'assurant la première place avec un match restant. Des victoires successifs contre le Partizan Belgrade (8-3), le Slavia Prague (6-4) et l'Olympique de Marseille (3-2) permettent alors au Feyenoord d'accéder à sa première finale européenne en vingt ans, la quatrième en tout. Opposés au club italien de l'AS Rome, les Rotterdamois doivent cette fois s'incliner sur le score d'1 à 0 pour leur première revers en finale.

## Résultats en compétitions européennes

### Légende du tableau
| Vainqueur de la compétition | Victoire ou qualification | Match nul | Défaite ou élimination |

### Résultats
Note : dans les résultats ci-dessous, le score du club est toujours donné en premier.
| Saison    | Compétition                | Tour                | Club                     | Domicile | Extérieur | Total             |
| --------- | -------------------------- | ------------------- | ------------------------ | -------- | --------- | ----------------- |
| 1961-1962 | Coupe des clubs champions  | Seizièmes de finale | IFK Göteborg             | 8 - 2    | 3 - 0     | 11 - 2            |
| 1961-1962 | Coupe des clubs champions  | Huitièmes de finale | Tottenham Hotspur        | 1 - 3    | 1 - 1     | 2 - 4             |
| 1962-1963 | Coupe des clubs champions  | Seizièmes de finale | Servette FC              | 1 - 3    | 3 - 1     | 4 - 4 3 - 1 ap    |
| 1962-1963 | Coupe des clubs champions  | Huitièmes de finale | Vasas SC                 | 1 - 1    | 2 - 2     | 3 - 3 1 - 0       |
| 1962-1963 | Coupe des clubs champions  | Quarts de finale    | Stade de Reims           | 1 - 1    | 1 - 0     | 2 - 1             |
| 1962-1963 | Coupe des clubs champions  | Demi-finales        | SL Benfica               | 0 - 0    | 1 - 3     | 1 - 3             |
| 1965-1966 | Coupe des clubs champions  | Seizièmes de finale | Real Madrid              | 2 - 1    | 0 - 5     | 2 - 6             |
| 1968-1969 | Coupe des villes de foires | 32es de finale      | Newcastle United         | 2 - 0    | 0 - 4     | 2 - 4             |
| 1969-1970 | Coupe des clubs champions  | Seizièmes de finale | KR Reykjavik             | 12 - 2   | 4 - 0     | 16 - 2            |
| 1969-1970 | Coupe des clubs champions  | Huitièmes de finale | AC Milan                 | 2 - 0    | 0 - 1     | 2 - 1             |
| 1969-1970 | Coupe des clubs champions  | Quarts de finale    | Vorwärts Berlin          | 2 - 0    | 0 - 1     | 2 - 1             |
| 1969-1970 | Coupe des clubs champions  | Demi-finales        | Legia Varsovie           | 2 - 0    | 0 - 0     | 2 - 0             |
| 1969-1970 | Coupe des clubs champions  | Finale              | Celtic FC                | 2 - 1    | 2 - 1     | 2 - 1             |
| 1970      | Coupe intercontinentale    | Finale              | Estudiantes de La Plata  | 1 - 0    | 2 - 2     | 3 - 2             |
| 1970-1971 | Coupe des clubs champions  | Seizièmes de finale | UT Arad                  | 1 - 1    | 0 - 0     | 1 - 1E            |
| 1971-1972 | Coupe des clubs champions  | Seizièmes de finale | Olympiakos Nicosie       | 8 - 0    | 9 - 0     | 17 - 0            |
| 1971-1972 | Coupe des clubs champions  | Huitièmes de finale | Dinamo Bucarest          | 2 - 0    | 3 - 0     | 5 - 0             |
| 1971-1972 | Coupe des clubs champions  | Quarts de finale    | SL Benfica               | 1 - 0    | 1 - 5     | 2 - 5             |
| 1972-1973 | Coupe UEFA                 | 32es de finale      | US Rumelange             | 9 - 0    | 12 - 0    | 21 - 0            |
| 1972-1973 | Coupe UEFA                 | Seizièmes de finale | OFK Belgrade             | 4 - 3    | 1 - 2     | 5 - 5E            |
| 1973-1974 | Coupe UEFA                 | 32es de finale      | Östers IF                | 2 - 1    | 3 - 1     | 5 - 2             |
| 1973-1974 | Coupe UEFA                 | Seizièmes de finale | Gwardia Varsovie         | 3 - 1    | 0 - 1     | 3 - 2             |
| 1973-1974 | Coupe UEFA                 | Huitièmes de finale | Standard de Liège        | 2 - 0    | 1 - 3     | 3E - 3            |
| 1973-1974 | Coupe UEFA                 | Quarts de finale    | Ruch Chorzów             | 3 - 1 ap | 1 - 1     | 4 - 2             |
| 1973-1974 | Coupe UEFA                 | Demi-finales        | VfB Stuttgart            | 2 - 1    | 2 - 2     | 4 - 3             |
| 1973-1974 | Coupe UEFA                 | Finale              | Tottenham Hotspur        | 2 - 0    | 2 - 2     | 4 - 2             |
| 1974-1975 | Coupe des clubs champions  | Seizièmes de finale | Coleraine FC             | 7 - 0    | 4 - 1     | 11 - 1            |
| 1974-1975 | Coupe des clubs champions  | Huitièmes de finale | FC Barcelone             | 0 - 0    | 0 - 3     | 0 - 3             |
| 1975-1976 | Coupe UEFA                 | 32es de finale      | Ipswich Town             | 1 - 2    | 0 - 2     | 1 - 4             |
| 1976-1977 | Coupe UEFA                 | 32es de finale      | Djurgårdens IF           | 3 - 0    | 1 - 2     | 4 - 2             |
| 1976-1977 | Coupe UEFA                 | Seizièmes de finale | FC Kaiserslautern        | 5 - 0    | 2 - 2     | 7 - 2             |
| 1976-1977 | Coupe UEFA                 | Huitièmes de finale | RCD Espanyol             | 2 - 0    | 1 - 0     | 3 - 0             |
| 1976-1977 | Coupe UEFA                 | Quarts de finale    | RWD Molenbeek            | 0 - 0    | 1 - 2     | 1 - 2             |
| 1979-1980 | Coupe UEFA                 | 32es de finale      | Everton FC               | 1 - 0    | 1 - 0     | 2 - 0             |
| 1979-1980 | Coupe UEFA                 | Seizièmes de finale | Malmö FF                 | 4 - 0    | 1 - 1     | 5 - 1             |
| 1979-1980 | Coupe UEFA                 | Huitièmes de finale | Eintracht Francfort      | 1 - 0    | 1 - 4     | 2 - 4             |
| 1980-1981 | Coupe des coupes           | Seizièmes de finale | FC Ilves                 | 4 - 2    | 3 - 1     | 7 - 3             |
| 1980-1981 | Coupe des coupes           | Huitièmes de finale | Hvidovre IF              | 1 - 0    | 2 - 1     | 3 - 1             |
| 1980-1981 | Coupe des coupes           | Quarts de finale    | Slavia Sofia             | 4 - 0    | 2 - 3     | 6 - 3             |
| 1980-1981 | Coupe des coupes           | Demi-finales        | Dinamo Tbilissi          | 2 - 0    | 0 - 3     | 2 - 3             |
| 1981-1982 | Coupe UEFA                 | 32es de finale      | Szombierki Bytom         | 2 - 0    | 0 - 1     | 2 - 1             |
| 1981-1982 | Coupe UEFA                 | Seizièmes de finale | Dynamo Dresde            | 2 - 1    | 1 - 1     | 3 - 2             |
| 1981-1982 | Coupe UEFA                 | Huitièmes de finale | Radnički Niš             | 1 - 0    | 0 - 2     | 1 - 2             |
| 1983-1984 | Coupe UEFA                 | 32es de finale      | Saint Mirren FC          | 2 - 0    | 0 - 1     | 2 - 1             |
| 1983-1984 | Coupe UEFA                 | Seizièmes de finale | Tottenham Hotspur        | 1 - 0    | 0 - 2     | 1 - 2             |
| 1984-1985 | Coupe des clubs champions  | Seizièmes de finale | Panathinaïkos            | 0 - 0    | 1 - 2     | 1 - 2             |
| 1985-1986 | Coupe UEFA                 | 32es de finale      | Sporting CP              | 2 - 1    | 1 - 3     | 3 - 4             |
| 1986-1987 | Coupe UEFA                 | 32es de finale      | Pécsi Mecsek             | 2 - 0    | 0 - 1     | 2 - 1             |
| 1986-1987 | Coupe UEFA                 | Seizièmes de finale | Borussia Mönchengladbach | 0 - 2    | 1 - 5     | 1 - 7             |
| 1987-1988 | Coupe UEFA                 | 32es de finale      | Spora Luxembourg         | 5 - 0    | 5 - 2     | 10 - 2            |
| 1987-1988 | Coupe UEFA                 | Seizièmes de finale | Aberdeen FC              | 1 - 0    | 1 - 2     | 2E - 2            |
| 1987-1988 | Coupe UEFA                 | Huitièmes de finale | Bayer Leverkusen         | 2 - 2    | 0 - 1     | 2 - 3             |
| 1989-1990 | Coupe UEFA                 | 32es de finale      | VfB Stuttgart            | 2 - 1    | 0 - 2     | 2 - 3             |
| 1991-1992 | Coupe des coupes           | Seizièmes de finale | Partizani Tirana         | 1 - 0    | 0 - 0     | 1 - 0             |
| 1991-1992 | Coupe des coupes           | Huitièmes de finale | FC Sion                  | 0 - 0 ap | 0 - 0     | 0 - 0 (5 - 3 tab) |
| 1991-1992 | Coupe des coupes           | Quarts de finale    | Tottenham Hotspur        | 1 - 0    | 0 - 0     | 1 - 0             |
| 1991-1992 | Coupe des coupes           | Demi-finales        | AS Monaco                | 2 - 2    | 1 - 1     | 3 - 3E            |
| 1992-1993 | Coupe des coupes           | Seizièmes de finale | Hapoël Petah-Tikva       | 1 - 0    | 1 - 2     | 2E - 2            |
| 1992-1993 | Coupe des coupes           | Huitièmes de finale | FC Lucerne               | 4 - 1    | 0 - 1     | 4 - 2             |
| 1992-1993 | Coupe des coupes           | Quarts de finale    | Spartak Moscou           | 0 - 1    | 1 - 3     | 1 - 4             |
| 1993-1994 | Ligue des champions        | Seizièmes de finale | ÍA Akranes               | 3 - 0    | 0 - 1     | 3 - 1             |
| 1993-1994 | Ligue des champions        | Huitièmes de finale | FC Porto                 | 0 - 0    | 0 - 1     | 0 - 1             |
| 1994-1995 | Coupe des coupes           | Seizièmes de finale | Žalgiris Vilnius         | 2 - 1    | 1 - 1     | 3 - 2             |
| 1994-1995 | Coupe des coupes           | Huitièmes de finale | Werder Brême             | 1 - 0    | 1 - 3     | 5 - 3             |
| 1994-1995 | Coupe des coupes           | Quarts de finale    | Real Saragosse           | 1 - 0    | 0 - 2     | 1 - 2             |
| 1995-1996 | Coupe des coupes           | Seizièmes de finale | Liepājas Metalurgs       | 6 - 0    | 7 - 0     | 13 - 0            |
| 1995-1996 | Coupe des coupes           | Huitièmes de finale | Everton FC               | 1 - 0    | 0 - 0     | 1 - 0             |
| 1995-1996 | Coupe des coupes           | Quarts de finale    | Borussia Mönchengladbach | 1 - 0    | 2 - 2     | 3 - 2             |
| 1995-1996 | Coupe des coupes           | Demi-finales        | Rapid Vienne             | 1 - 1    | 0 - 3     | 1 - 4             |
| 1996-1997 | Coupe UEFA                 | 32es de finale      | CSKA Moscou              | 1 - 1    | 1 - 0     | 2 - 1             |
| 1996-1997 | Coupe UEFA                 | Seizièmes de finale | RCD Espanyol             | 0 - 1    | 3 - 0     | 3 - 1             |
| 1996-1997 | Coupe UEFA                 | Huitièmes de finale | CD Tenerife              | 2 - 4    | 0 - 0     | 2 - 4             |
| 1997-1998 | Ligue des champions        | Deuxième tour Q     | Jazz Pori                | 6 - 2    | 2 - 1     | 8 - 3             |
| 1997-1998 | Ligue des champions        | Groupe B            | Juventus FC              | 2 - 0    | 1 - 5     | Troisième         |
| 1997-1998 | Ligue des champions        | Groupe B            | FC Košice                | 2 - 0    | 1 - 0     | Troisième         |
| 1997-1998 | Ligue des champions        | Groupe B            | Manchester United        | 1 - 3    | 1 - 2     | Troisième         |
| 1998-1999 | Coupe UEFA                 | 32es de finale      | VfB Stuttgart            | 0 - 3    | 3 - 1     | 3 - 4             |
| 1999-2000 | Ligue des champions        | Groupe C            | Rosenborg BK             | 2 - 0    | 1 - 5     | Deuxième          |
| 1999-2000 | Ligue des champions        | Groupe C            | Boavista FC              | 2 - 0    | 1 - 0     | Deuxième          |
| 1999-2000 | Ligue des champions        | Groupe C            | Borussia Dortmund        | 1 - 3    | 1 - 2     | Deuxième          |
| 1999-2000 | Ligue des champions        | Groupe D            | Chelsea FC               | 1 - 3    | 1 - 3     | Troisième         |
| 1999-2000 | Ligue des champions        | Groupe D            | Olympique de Marseille   | 3 - 0    | 0 - 0     | Troisième         |
| 1999-2000 | Ligue des champions        | Groupe D            | Lazio Rome               | 0 - 0    | 2 - 1     | Troisième         |
| 2000-2001 | Ligue des champions        | Troisième tour Q    | Sturm Graz               | 1 - 1    | 1 - 2     | 2 - 3             |
| 2000-2001 | Coupe UEFA                 | 64es de finale      | Dunaferr SE              | 3 - 1    | 1 - 0     | 4 - 1             |
| 2000-2001 | Coupe UEFA                 | 32es de finale      | FC Bâle                  | 1 - 0    | 2 - 1     | 3 - 1             |
| 2000-2001 | Coupe UEFA                 | Seizièmes de finale | VfB Stuttgart            | 2 - 2    | 1 - 2     | 3 - 4             |
| 2001-2002 | Ligue des champions        | Groupe H            | Spartak Moscou           | 2 - 1    | 2 - 2     | Troisième         |
| 2001-2002 | Ligue des champions        | Groupe H            | Sparta Prague            | 0 - 2    | 0 - 4     | Troisième         |
| 2001-2002 | Ligue des champions        | Groupe H            | Bayern Munich            | 2 - 2    | 1 - 3     | Troisième         |
| 2001-2002 | Coupe UEFA                 | Seizièmes de finale | SC Fribourg              | 1 - 0    | 2 - 2     | 3 - 2             |
| 2001-2002 | Coupe UEFA                 | Huitièmes de finale | Rangers FC               | 0 - 0    | 2 - 0     | 2 - 0             |
| 2001-2002 | Coupe UEFA                 | Quarts de finale    | PSV Eindhoven            | 1 - 1 ap | 1 - 1     | 2 - 2 (5 - 4 tab) |
| 2001-2002 | Coupe UEFA                 | Demi-finales        | Inter Milan              | 2 - 2    | 1 - 0     | 3 - 2             |
| 2001-2002 | Coupe UEFA                 | Finale              | Borussia Dortmund        | 3 - 2    | 3 - 2     | 3 - 2             |
| 2002      | Supercoupe de l'UEFA       | Finale              | Real Madrid              | 1 - 3    | 1 - 3     | 1 - 3             |
| 2002-2003 | Ligue des champions        | Troisième tour Q    | Fenerbahçe SK            | 1 - 0    | 2 - 0     | 3 - 0             |
| 2002-2003 | Ligue des champions        | Groupe E            | Juventus FC              | 1 - 1    | 0 - 2     | Quatrième         |
| 2002-2003 | Ligue des champions        | Groupe E            | Newcastle United         | 2 - 3    | 1 - 0     | Quatrième         |
| 2002-2003 | Ligue des champions        | Groupe E            | Dynamo Kiev              | 0 - 0    | 0 - 2     | Quatrième         |
| 2003-2004 | Coupe UEFA                 | 64es de finale      | FC Kärnten               | 2 - 1    | 1 - 0     | 3 - 1             |
| 2003-2004 | Coupe UEFA                 | 32es de finale      | FK Teplice               | 0 - 2    | 1 - 1     | 1 - 3             |
| 2004-2005 | Coupe UEFA                 | Premier tour        | Odds BK                  | 4 - 1    | 1 - 0     | 5 - 1             |
| 2004-2005 | Coupe UEFA                 | Groupe A            | Heart of Midlothian      | 3 - 0    | N/A       | Premier           |
| 2004-2005 | Coupe UEFA                 | Groupe A            | Ferencváros TC           | N/A      | 1 - 1     | Premier           |
| 2004-2005 | Coupe UEFA                 | Groupe A            | Schalke 04               | 2 - 1    | N/A       | Premier           |
| 2004-2005 | Coupe UEFA                 | Groupe A            | FC Bâle                  | N/A      | 0 - 1     | Premier           |
| 2004-2005 | Coupe UEFA                 | Seizièmes de finale | Sporting CP              | 1 - 2    | 1 - 2     | 1 - 4             |
| 2005-2006 | Coupe UEFA                 | Premier tour        | Rapid Bucarest           | 1 - 1    | 0 - 1     | 1 - 2             |
| 2006-2007 | Coupe UEFA                 | Premier tour        | Lokomotiv Sofia          | 0 - 0    | 2 - 2     | 2E - 2            |
| 2006-2007 | Coupe UEFA                 | Groupe E            | Blackburn Rovers         | 0 - 0    | N/A       | Troisième         |
| 2006-2007 | Coupe UEFA                 | Groupe E            | FC Bâle                  | N/A      | 1 - 1     | Troisième         |
| 2006-2007 | Coupe UEFA                 | Groupe E            | Wisła Cracovie           | 3 - 1    | N/A       | Troisième         |
| 2006-2007 | Coupe UEFA                 | Groupe E            | AS Nancy-Lorraine        | N/A      | 0 - 3     | Troisième         |
| 2008-2009 | Coupe UEFA                 | Premier tour        | Kalmar FF                | 0 - 1    | 2 - 1     | 2E - 2            |
| 2008-2009 | Coupe UEFA                 | Groupe E            | CSKA Moscou              | 1 - 3    | N/A       | Cinquième         |
| 2008-2009 | Coupe UEFA                 | Groupe E            | AS Nancy-Lorraine        | N/A      | 0 - 3     | Cinquième         |
| 2008-2009 | Coupe UEFA                 | Groupe E            | Lech Poznań              | 0 - 1    | N/A       | Cinquième         |
| 2008-2009 | Coupe UEFA                 | Groupe E            | Deportivo La Corogne     | N/A      | 0 - 3     | Cinquième         |
| 2010-2011 | Ligue Europa               | Barrages Q          | KAA La Gantoise          | 1 - 0    | 0 - 2     | 1 - 2             |
| 2012-2013 | Ligue des champions        | Troisième tour Q    | Dynamo Kiev              | 0 - 1    | 1 - 2     | 1 - 3             |
| 2012-2013 | Ligue Europa               | Barrages Q          | Sparta Prague            | 2 - 2    | 0 - 2     | 2 - 4             |
| 2013-2014 | Ligue Europa               | Barrages Q          | Kouban Krasnodar         | 1 - 2    | 0 - 1     | 1 - 3             |
| 2014-2015 | Ligue des champions        | Troisième tour Q    | Beşiktaş JK              | 1 - 2    | 1 - 3     | 2 - 5             |
| 2014-2015 | Ligue Europa               | Barrages Q          | Zorya Louhansk           | 1 - 1    | 0 - 3     | 1 - 4             |
| 2014-2015 | Ligue Europa               | Groupe G            | Séville FC               | 2 - 0    | 0 - 2     | Premier           |
| 2014-2015 | Ligue Europa               | Groupe G            | Standard de Liège        | 2 - 1    | 3 - 0     | Premier           |
| 2014-2015 | Ligue Europa               | Groupe G            | HNK Rijeka               | 2 - 0    | 1 - 3     | Premier           |
| 2014-2015 | Ligue Europa               | Seizièmes de finale | AS Rome                  | 1 - 2    | 1 - 1     | 2 - 3             |
| 2016-2017 | Ligue Europa               | Groupe A            | Manchester United        | 1 - 0    | 0 - 4     | Troisième         |
| 2016-2017 | Ligue Europa               | Groupe A            | Fenerbahçe SK            | 0 - 1    | 0 - 1     | Troisième         |
| 2016-2017 | Ligue Europa               | Groupe A            | Zorya Louhansk           | 1 - 0    | 1 - 1     | Troisième         |
| 2017-2018 | Ligue des champions        | Groupe F            | Manchester City          | 0 - 4    | 0 - 1     | Quatrième         |
| 2017-2018 | Ligue des champions        | Groupe F            | SSC Naples               | 2 - 1    | 1 - 3     | Quatrième         |
| 2017-2018 | Ligue des champions        | Groupe F            | Chakhtar Donetsk         | 1 - 2    | 1 - 3     | Quatrième         |
| 2018-2019 | Ligue Europa               | Troisième tour Q    | AS Trenčín               | 1 - 1    | 0 - 4     | 1 - 5             |
| 2019-2020 | Ligue Europa               | Troisième tour Q    | Dinamo Tbilissi          | 4 - 0    | 1 - 1     | 5 - 1             |
| 2019-2020 | Ligue Europa               | Barrages Q          | Hapoël Beer-Sheva        | 3 - 0    | 3 - 0     | 6 - 0             |
| 2019-2020 | Ligue Europa               | Groupe G            | Rangers FC               | 2 - 0    | 0 - 2     | Quatrième         |
| 2019-2020 | Ligue Europa               | Groupe G            | FC Porto                 | 2 - 1    | 3 - 0     | Quatrième         |
| 2019-2020 | Ligue Europa               | Groupe G            | BSC Young Boys           | 2 - 0    | 1 - 3     | Quatrième         |
| 2020-2021 | Ligue Europa               | Groupe K            | Dinamo Zagreb            | 0 - 2    | 0 - 0     | Troisième         |
| 2020-2021 | Ligue Europa               | Groupe K            | Wolfsberger AC           | 1 - 4    | 0 - 1     | Troisième         |
| 2020-2021 | Ligue Europa               | Groupe K            | CSKA Moscou              | 3 - 1    | 0 - 0     | Troisième         |
| 2021-2022 | Ligue Europa Conférence    | Deuxième tour Q     | KF Drita                 | 3 - 2    | 0 - 0     | 3 - 2             |
| 2021-2022 | Ligue Europa Conférence    | Troisième tour Q    | FC Lucerne               | 3 - 0    | 3 - 0     | 6 - 0             |
| 2021-2022 | Ligue Europa Conférence    | Barrages Q          | IF Elfsborg              | 5 - 0    | 1 - 3     | 6 - 3             |
| 2021-2022 | Ligue Europa Conférence    | Groupe E            | Maccabi Haïfa            | 2 - 1    | 0 - 0     | Premier           |
| 2021-2022 | Ligue Europa Conférence    | Groupe E            | Slavia Prague            | 2 - 1    | 2 - 2     | Premier           |
| 2021-2022 | Ligue Europa Conférence    | Groupe E            | Union Berlin             | 3 - 1    | 2 - 1     | Premier           |
| 2021-2022 | Ligue Europa Conférence    | Huitièmes de finale | Partizan Belgrade        | 3 - 1    | 5 - 2     | 8 - 3             |
| 2021-2022 | Ligue Europa Conférence    | Quarts de finale    | Slavia Prague            | 3 - 3    | 3 - 1     | 6 - 4             |
| 2021-2022 | Ligue Europa Conférence    | Demi-finales        | Olympique de Marseille   | 3 - 2    | 0 - 0     | 3 - 2             |
| 2021-2022 | Ligue Europa Conférence    | Finale              | AS Rome                  | 0 - 1    | 0 - 1     | 0 - 1             |
| 2022-2023 | Ligue Europa               | Groupe F            | Lazio Rome               | 1 - 0    | 2 - 4     | Premier           |
| 2022-2023 | Ligue Europa               | Groupe F            | FC Midtjylland           | 2 - 2    | 2 - 2     | Premier           |
| 2022-2023 | Ligue Europa               | Groupe F            | Sturm Graz               | 6 - 0    | 0 - 1     | Premier           |
| 2022-2023 | Ligue Europa               | Huitièmes de finale | Chakhtar Donetsk         | 7 - 1    | 1 - 1     | 8 - 2             |
| 2022-2023 | Ligue Europa               | Quarts de finale    | AS Rome                  | 1 - 0    | 1 - 4 ap  | 2 - 4             |
| 2023-2024 | Ligue des champions        | Groupe E            | Atlético de Madrid       | 1 - 3    | 2 - 3     | Troisième         |
| 2023-2024 | Ligue des champions        | Groupe E            | Lazio Rome               | 3 - 1    | 0 - 1     | Troisième         |
| 2023-2024 | Ligue des champions        | Groupe E            | Celtic FC                | 2 - 0    | 1 - 2     | Troisième         |
| 2023-2024 | Ligue Europa               | Barrages            | AS Rome                  | 1 - 1    | 1 - 1 ap  | 2 - 2 (2 - 4 tab) |
| 2024-2025 | Ligue des champions        | Phase de ligue      | Bayer Leverkusen         | 0 - 4    | N/A       | 19e               |
| 2024-2025 | Ligue des champions        | Phase de ligue      | Girona FC                | N/A      | 3 - 2     | 19e               |
| 2024-2025 | Ligue des champions        | Phase de ligue      | SL Benfica               | N/A      | 3 - 1     | 19e               |
| 2024-2025 | Ligue des champions        | Phase de ligue      | Red Bull Salzbourg       | 1 - 3    | N/A       | 19e               |
| 2024-2025 | Ligue des champions        | Phase de ligue      | Manchester City          | N/A      | 3 - 3     | 19e               |
| 2024-2025 | Ligue des champions        | Phase de ligue      | Sparta Prague            | 4 - 2    | N/A       | 19e               |
| 2024-2025 | Ligue des champions        | Phase de ligue      | Bayern Munich            | 3 - 0    | N/A       | 19e               |
| 2024-2025 | Ligue des champions        | Phase de ligue      | LOSC Lille               | N/A      | 1 - 6     | 19e               |
| 2024-2025 | Ligue des champions        | Barrages            | AC Milan                 | 1 - 0    | 1 - 1     | 2 - 1             |
| 2024-2025 | Ligue des champions        | Huitièmes de finale | Inter Milan              | 0 - 2    | 1 - 2     | 1 - 4             |
| 2025-2026 | Ligue des champions        | Troisième tour Q    | Fenerbahçe SK            | 2 - 1    | 2 - 5     | 4 - 6             |
| 2025-2026 | Ligue Europa               | Phase de ligue      |                          | -        | -         | -                 |
| 2025-2026 | Ligue Europa               | Phase de ligue      |                          | -        | -         | -                 |
| 2025-2026 | Ligue Europa               | Phase de ligue      |                          | -        | -         | -                 |
| 2025-2026 | Ligue Europa               | Phase de ligue      |                          | -        | -         | -                 |
| 2025-2026 | Ligue Europa               | Phase de ligue      |                          | -        | -         | -                 |
| 2025-2026 | Ligue Europa               | Phase de ligue      |                          | -        | -         | -                 |
| 2025-2026 | Ligue Europa               | Phase de ligue      |                          | -        | -         | -                 |
| 2025-2026 | Ligue Europa               | Phase de ligue      |                          | -        | -         | -                 |

1. ↑  Match d'appui disputé à Düsseldorf.
2. ↑  Match d'appui disputé à Anvers.

## Bilan
| Compétition                | Titres | P  | M   | V   | N  | D   | BP  | BC  | Diff. |
| -------------------------- | ------ | -- | --- | --- | -- | --- | --- | --- | ----- |
| Ligue des champions (C1)   | 1      | 20 | 109 | 42  | 25 | 42  | 181 | 158 | +23   |
| Coupe des coupes (C2)      | -      | 5  | 36  | 18  | 10 | 8   | 56  | 34  | +22   |
| Ligue Europa (C3)          | 2      | 30 | 155 | 63  | 39 | 53  | 237 | 200 | +37   |
| Ligue Conférence (C4)      | -      | 1  | 20  | 13  | 5  | 2   | 49  | 21  | +28   |
| Supercoupe de l'UEFA       | -      | 1  | 1   | 0   | 0  | 1   | 1   | 3   | -2    |
| Coupe intercontinentale    | 1      | 1  | 2   | 1   | 1  | 0   | 3   | 2   | +1    |
| Coupe des villes de foires | -      | 1  | 2   | 1   | 0  | 1   | 2   | 4   | -2    |
| Total                      | 4      | 60 | 324 | 138 | 79 | 107 | 529 | 422 | +107  |